# Instituto de la Caridad
El Instituto de la Caridad (en latín : Institutum Charitatis; en italiano : Istituto della carità), cuyos miembros son llamados también rosminianos, es una Congregación clerical de derecho pontificio. 

## Historia

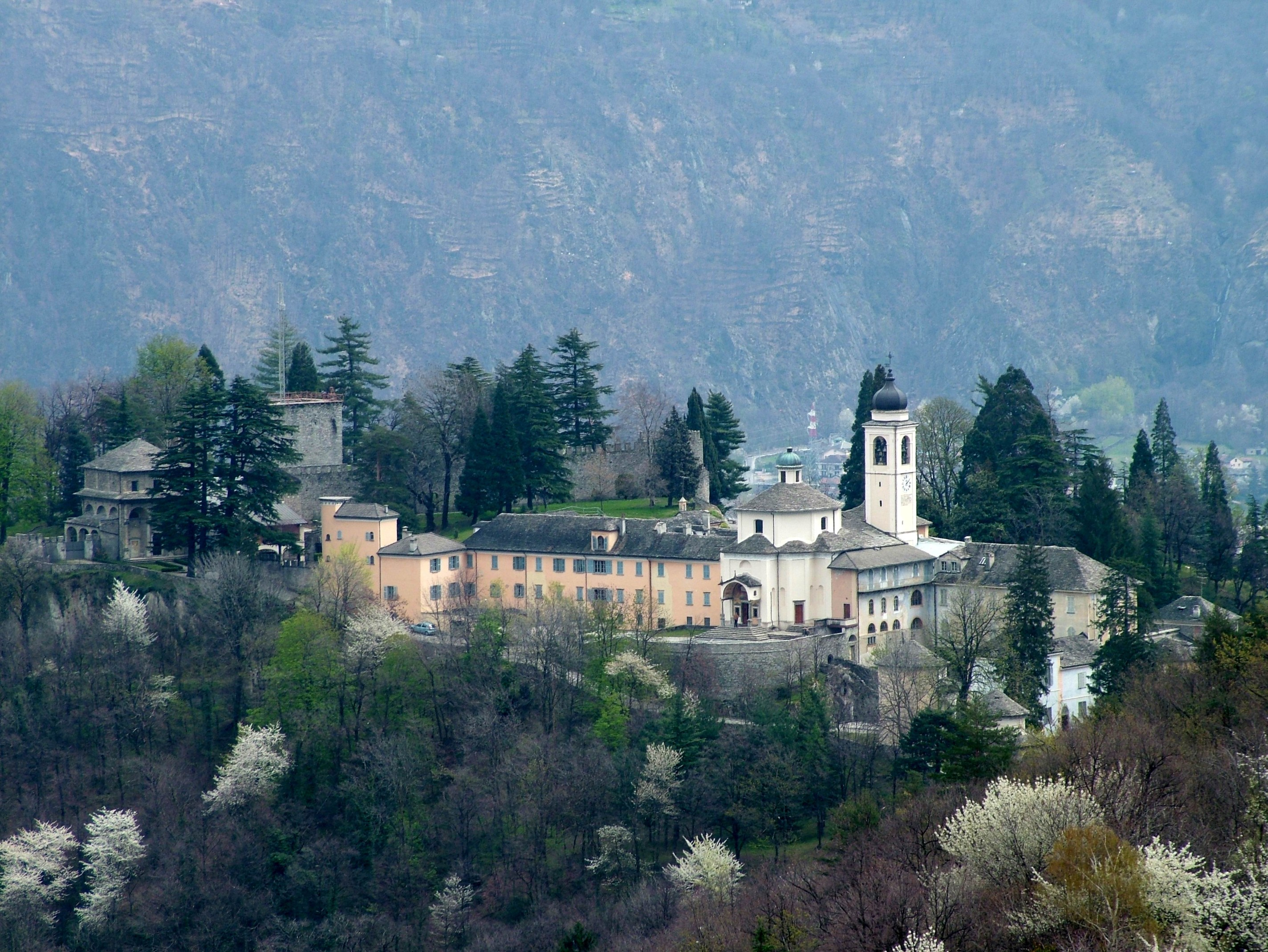
Casa madre de la congregación.

La congregación fue fundada el 20 de febrero de 1828 en el santuario del Sacro Monte di Domodossola por el sacerdote y filósofo italiano Antonio Rosmini (1797-1855). En 1835, a propuesta de Carlos Alberto de Cerdeña, el papa Gregorio XVI les confía la Sacra di San Michele por orden de 20 de septiembre de 1835. La congregación fundó en 1839 un colegio para jóvenes en Stresa y, más tarde, otro en Domodossola en 1873. 
Antonio Rosmini fundó la casa inaugural en Trento en 1835, y una segunda casa de la orden en Verona en 1849, aunque fueron cerradas por el gobierno austríaco algunos años después. En 1906, los rosminianos aceptan la gestión de la Basílica de los Santos Ambrosio y Carlos en el Corso de Roma, donde continúan hoy.

## Actividades

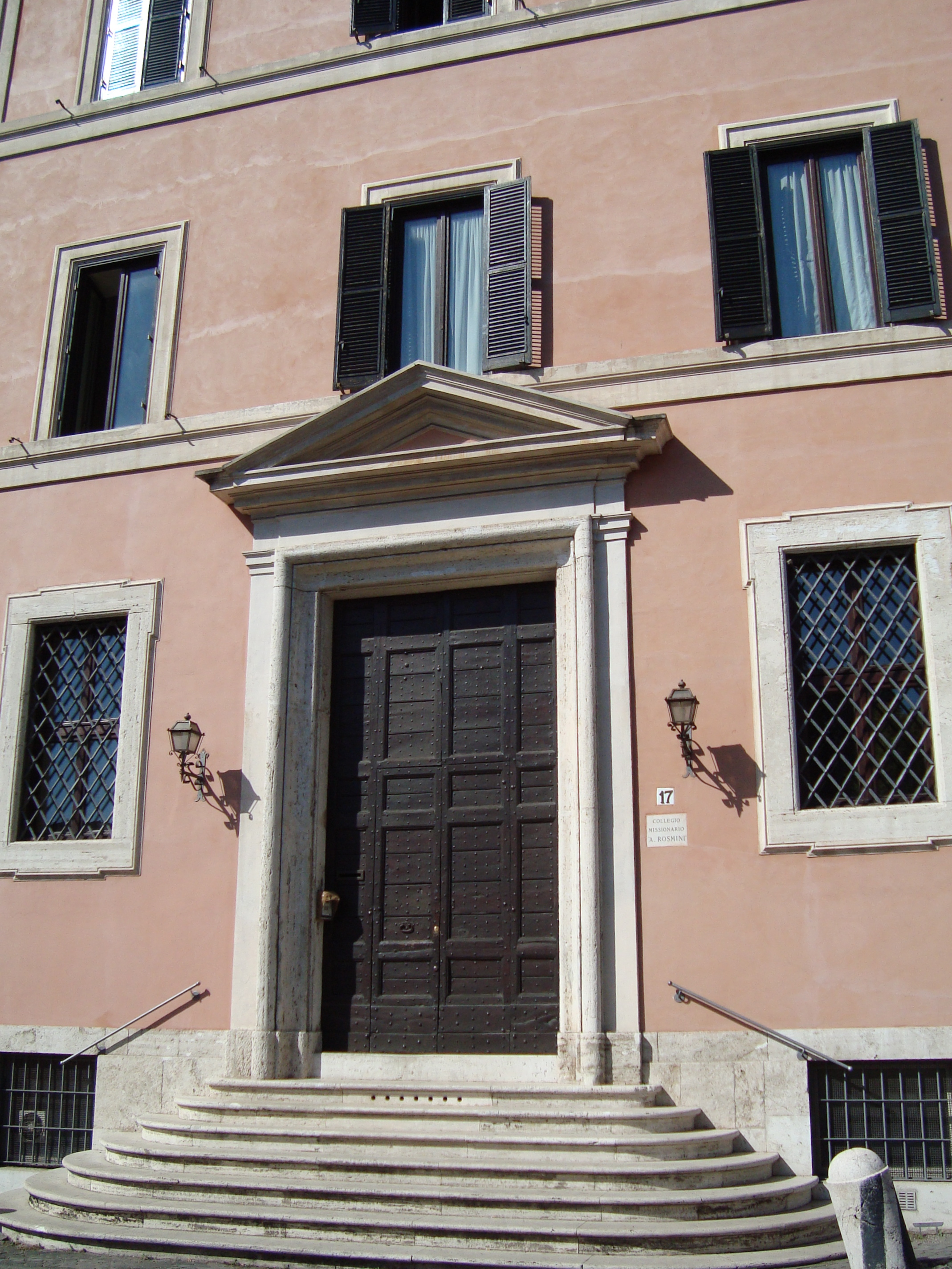
Colegio rosminiano en la vía Latina de Roma.

Los rosminianos se dedican al cuidado de sus parroquias y a la animación de centros espirituales, así como a la enseñanza y a las misiones. Están presentes en : Italia, Estados Unidos, India, Irlanda, Nueva Zelanda, Reino Unido,) Tanzania y Venezuela.
La casa general y el colegio principal se encuentran en la vía Latina de Roma en edificios contiguos a la iglesia de San Giovanni.

## Personalidades de la congregación
- William Lockhart (1820-1892), sacerdote anglicano británico convertido al catolicismo.